# Parafia Najświętszej Maryi Panny Nieustającej Pomocy w Redzie
Parafia pw. Najświętszej Maryi Panny Nieustającej Pomocy w Redzie – wchodzi w skład dekanatu Reda archidiecezji gdańskiej. Parafia obejmuje północną dzielnicę miasta – Rekowo Dolne oraz Rekowo Górne, część Gminy Puck. Powstała 1 sierpnia 1986 roku dekretem ówczesnego biskupa chełmińskiego Mariana Przykuckiego. W sierpniu 1986 roku przy ulicy Kościelnej wybudowano kaplicę parafialną. Kościół parafialny został wybudowany w latach 1986–1989 w stylu nowoczesnym.